# 1977년 동남아시아 경기 대회
1977년 동남아시아 경기 대회는 1977년 12월 19일부터 12월 26일까지 말레이시아의 쿠알라룸푸르에서 열린 대회이다. 이 대회부터 동남아시아 경기 대회로 명칭이 바꼈다.

## 메달 집계
| 순위 | 국가       | 금메달 | 은메달 | 동메달 | 합계 |
| ---- | ---------- | ------ | ------ | ------ | ---- |
| 1    | 인도네시아 | 62     | 41     | 34     | 137  |
| 2    | 태국       | 37     | 35     | 33     | 105  |
| 3    | 필리핀     | 31     | 30     | 30     | 91   |
| 4    | 버마       | 25     | 42     | 43     | 110  |
| 5    | 말레이시아 | 21     | 17     | 21     | 59   |
| 6    | 싱가포르   | 14     | 21     | 28     | 63   |
| 7    | 브루나이   | 0      | 0      | 3      | 3    |